# BAコネクト
BAコネクト （英語: BA Connect）はブリティッシュ・エアウェイズの子会社として、同社の近距離便を運航していた格安航空会社。
1970年1月26日にBrymon Airwaysとして設立。1993年にブリティッシュ・エアウェイズの子会社となり、2002年3月28日にBritish Regional Airlinesと合併、British Airways Citiexpressと名称を変更した。また、この年のうちにバーミンガム・マンチェスター間のCityFlyer Expressも同社に吸収されている。2006年2月1日より社名をBA Connectとして格安航空会社としての運航に移行。同年11月にブリティッシュ・エアウェイズはFlybeへの譲渡を発表し、2007年にFlyBeに合併・吸収された。